# 亂世兒女 (1990年電影)
《亂世兒女》（英語：Shanghai, Shanghai）是一部於1990年上映的香港電影，由泰迪羅賓導演，林子祥、梅豔芳、洪金寶、元彪、恬妞、林憶蓮主演。

## 人物角色
| 演員   | 角色   | 粵語配音 | 關係                   |
| 林子祥 | 大虎   | 關信培   | 小虎之兄；宋家璧舊情人 |
| 元彪   | 小虎   | 黃志成   | 大虎之弟               |
| 梅豔芳 | 宋家璧 | 龍寶鈿   | 金爺契女；大虎舊情人   |
| 洪金寶 | 金爺   | 石景初   | 上海黑幫要人           |
| 恬妞   | 婷婷   | 何錦華   |                        |
| 林憶蓮 | 阿寶   | 曾慶珏   | 雜技團成員             |

## 外部連結
- 香港影庫上《亂世兒女》的資料（繁體中文）
- 開眼電影網上《亂世兒女》的資料（繁體中文）
- 豆瓣电影上《亂世兒女》的資料 （简体中文）
- 时光网上《亂世兒女》的資料（简体中文）
- 爛番茄上《亂世兒女》的資料（英文）
- 互联网电影数据库（IMDb）上《亂世兒女》的资料（英文）